# Ninoe vargasi
Ninoe vargasi är en ringmaskart som beskrevs av Carrera-Parra 200. Ninoe vargasi ingår i släktet Ninoe och familjen Lumbrineridae.
Artens utbredningsområde är Mexikanska golfen. Inga underarter finns listade i Catalogue of Life.